# Felipe Díaz Henríquez
Felipe Andrés Díaz Henríquez (Chile, 9 de agosto de 1983) es un exfutbolista chileno. Jugaba de mediocampista, actualmente dedicado a la preparación física de futbolistas en Iquique. En el año 2011 estuvo en Rangers de Talca, equipo con el cual logró el ascenso a primera división ganando una apretada definición ante Everton de Viña del Mar 

## Clubes
| Club                 | País  | Año       |
| -------------------- | ----- | --------- |
| Santiago Morning     | Chile | 2006-2010 |
| Rangers de Talca     | Chile | 2011      |
| Santiago Morning     | Chile | 2012-2014 |
| Deportes Antofagasta | Chile | 2014-2015 |
| Santiago Morning     | Chile | 2015-2016 |